# سامسونج إيه 73 5 جي
سامسونج A73 5G هو هاتف ذكي اقتصادي من إنتاج شركة سامسونج صدر لأول مرة في مارس 2022 وأعلن عنه في مارس 2022 في حدث Samsung Galaxy Unpacked مع  سامسونج جلاكسي A33 5G وسامسونج جلاكسي A53 5G.